# Партнёрство для глобальной инфраструктуры и инвестиций
Партнёрство для глобальной инфраструктуры и инвестиций — совместная инициатива «Большой семёрки» по финансированию инфраструктурных проектов в развивающихся странах.

## Участники
- Ангола[2]
- Великобритания
- Германия
- Демократическая Республика Конго[2]
- Замбия[2]
- Израиль[3]
- Индия[4]
- Иордания[3]
- Италия
- Канада
- ОАЭ[4]
- Саудовская Аравия[4]
- США
- Франция
- Япония